# 윤영철 (1957년)
윤영철은 연세대학교 미래캠퍼스 부총장을 역임한 대한민국의 대학 교수, 언론학자다.

## 저작
- 의견다양성을 통해 본 언론매체의 이념적 지형도: '경제민주화' 이슈 보도의 의견분석을 중심으로
- 매스미디어와 정치인 트위터 간 상호정보이용 형태 분석
- 한국민주주의와 언론

## 수상
- 한국언론학회 신진소장학자연구자 우수논문상 (1992)
- 한국언론학회 희관언론상 저술상 (2000)
- 연세대학교 우수강의 교수상 (2007)